# Kea Peahu
Kea Peahu (* 12. Oktober 2007 in Honolulu, Hawaii) ist eine US-amerikanische Schauspielerin. Sie spielte 2021 ihre erste Hauptrolle in dem Netflix-Abenteuerfilm Abenteuer ʻOhana von Jude Weng.

## Leben
Kea Peahu startete bereits im Alter von 8 Jahren eine Karriere als Tänzerin. Unter dem Pseudonym Kea PK ging eines ihrer Tanzvideos über Instagram und später TikTok viral und sie trat 2015 in Ellen DeGeneres’ Show auf. Außerdem nahm sie am Wettbewerb World of Dance teil, wo sie zusammen mit ihrer Crew den ersten Platz gewann. In den nächsten Jahren war sie häufig in Musikvideos zu sehen, unter anderem bei Jennifer Lopez und Chris Brown. Sie begleitete Jennifer Lopez außerdem als Tänzerin auf ihrer It's My Party-Tour. Im hawaiianischen Fernsehen war sie häufig im Nachrichtenkanal KHON-2 zu sehen, wo sie ihre Tanzbewegungen zeigte.
2021 hatte sie ihr Schauspieldebüt im Film Abenteuer ʻOhana von Jude Weng. Sie übernahm die Hauptrolle in dem eng mit der hawaiianischen Kultur verknüpften Film.

## Privatleben
Peahu ist das mittlere von drei Kindern. 2014 zog die Familie nach Ontario, Kalifornien.

## Filmografie
- 2021: Abenteuer ʻOhana (Finding ʻOhana)